# Post Malone
Post Malone (prononcé en anglais : [poʊst məˈloʊn]), de son vrai nom Austin Richard Post, né le 4 juillet 1995 à Syracuse dans l'État de New York, est un chanteur, rappeur et réalisateur artistique américain. Il se fait mondialement connaître en 2015 avec le titre White Iverson qui se classe à la 14e place du Billboard Hot 100.
Après une mixtape nommée August 26th, il publie son premier album Stoney en décembre 2016. Il atteint la quatrième place du Billboard 200 et est certifié triple disque de platine aux États-Unis.
Son deuxième album Beerbongs & Bentleys est publié en avril 2018. Il prend la tête des classements hebdomadaires de plusieurs pays, dont les États-Unis et le Royaume-Uni. Deux chansons qui en sont extraites, Rockstar et Psycho, se classent en tête du Billboard Hot 100. A l'époque, Post Malone bat le record du meilleur démarrage pour un album sur Spotify avec 78 millions de streams à l'international dont 47 millions aux Etats-Unis. Aujourd'hui, l'album est le 13e le plus écouté sur la plateforme, cumulant environ 12.5 milliards de streams.
En octobre 2018, il interprète la chanson Sunflower en duo avec Swae Lee pour la bande originale du film Spider-Man: New Generation. Elle est la troisième chanson de Post Malone à atteindre la première place du Billboard Hot 100 et devient en août 2019 la deuxième chanson à rester le plus longtemps dans le Top 10 de ce classement. En 2024, elle est devenue la première chanson de toute l'histoire de l'industrie musicale à obtenir une double certification de diamant par la RIAA.
En septembre 2019, il continue son ascension fulgurante en révélant son troisième opus, le très attendu Hollywood's Bleeding. Dès sa sortie, l'album arrive en première position du Billboard 200, et y restera pendant cinq semaines. Hollywood's Bleeding est encore aujourd'hui le plus grand succès commercial de Post Malone. Il s'agit d'ailleurs de l'album de sa discographie qui cumule actuellement le plus d'écoutes sur Spotify avec environ 14 milliards de streams, ce qui le place en septième position parmi les albums les plus écoutés de la plateforme.

## Biographie

### Jeunesse
Né le 4 juillet 1995 à Syracuse, Austin Post déménage avec sa famille à Dallas à l'âge de neuf ans. Il devient fan de basket-ball après que son père, qui travaille pour les Cowboys de Dallas, l'a emmené voir un match des Mavericks de Dallas.
Inspiré par le jeu vidéo Guitar Hero, il commence à jouer de la guitare à l'âge de treize ans et écrit des chansons durant son adolescence. Il poste sur YouTube des vidéos dans lesquelles il chante des chansons de divers artistes dont The Weeknd et Bob Dylan, accompagné de sa guitare acoustique.

### Carrière

#### Débuts avecWhite Iverson
Après avoir arrêté ses études, il s'installe à Los Angeles avec un ami de longue date. Là-bas, il rencontre le duo de producteurs FKi (en) avec lequel il collabore pour deux chansons qu'il poste sur son compte SoundCloud. La première, That's It, est publiée en janvier 2015. La deuxième, White Iverson, qu'il écrit pour rendre hommage au joueur de basketball Allen Iverson, est postée le mois suivant et rencontre un succès inattendu.
Post Malone signe un contrat avec la maison de disques Republic Records et la chanson White Iverson est publiée comme single en août 2015. Deux mois plus tard, elle est écoutée 40 millions de fois sur SoundCloud et 20 millions de fois sur Spotify. Elle atteint la quatorzième place du Billboard Hot 100 puis est certifiée platine en janvier 2016.

#### August 26etStoney
La première mixtape de Post Malone, nommée August 26th, sort le 12 mai 2016. Elle contient des collaborations avec 2 Chainz, Jaden Smith, Jeremih et Lil Yachty. Le 26 août désignait la date de sortie initialement prévue pour son premier album studio. Cependant, le 28 août, il présente ses excuses pour le retard que prend la sortie de cet album.
De mars à juillet 2016, Post Malone se produit sur scène en première partie du chanteur canadien Justin Bieber dans le cadre de la tournée Purpose World Tour. À l'automne, il prend part à sa première tournée en tant que tête d'affiche. Le magazine Forbes estime à un million de dollars les revenus perçus par le rappeur grâce à ces deux tournées.
Son premier album, Stoney, sort le 9 décembre 2016 et se classe sixième au Billboard 200. Avec 58 000 équivalents-vente, il est en tête de la liste des premiers albums d'un artiste hip-hop les plus vendus en 2016, devant le premier album studio de Tory Lanez et celui de Chance the Rapper. Le single Congratulations, en featuring avec Quavo, est la première chanson du rappeur qui se classe dans le top 10 du Billboard Hot 100. En août 2018, Stoney devient l'album étant resté le plus longtemps dans le top 10 du Top R&B/Hip-Hop Albums après 77 semaines.

#### Beerbongs & Bentleys
Le single Rockstar, en featuring avec le rappeur 21 Savage, est publié le 15 septembre 2017. Il reste en tête du Billboard Hot 100 pendant huit semaines consécutives. Le single suivant, Psycho, sort le 23 février 2018. Après plusieurs mois dans le top 10 du Billboard Hot 100, il atteint la première place de ce classement au mois de juin, devenant le deuxième numéro un du rappeur,.
Le deuxième album studio de Post Malone, Beerbongs & Bentleys, sort le 27 avril 2018. Lors de sa première semaine d'exploitation, il entre dans le Billboard 200 en première position avec 461 000 unités dont 153 000 ventes pures. Avec 431.3 millions d'écoutes, ce qui correspond à 288 000 équivalents-vente, il devient l'album le plus écouté en streaming en une semaine,. Les dix-huit chansons de l'album se classent dans le Billboard Hot 100 cette semaine-là, entre la deuxième et la soixante-treizième place. Quatorze d'entre elles sont dans le top 40 de ce classement, ce qui est un record. L'album est certifié disque de platine aux États-Unis quatre jours après sa sortie.
À la suite de cet album, Post Malone remporte plusieurs prix, dont ceux du meilleur artiste pop/rock masculin (en) et du meilleur album rap/hip-hop (en) aux American Music Awards et le MTV Video Music Award de la chanson de l'année pour Rockstar. Lors de la 61e cérémonie des Grammy Awards, il est nommé dans la catégorie de l'album de l'année, la chanson Rockstar est nommée dans les catégories enregistrement de l'année et meilleure collaboration rap/chant et la chanson Better Now est nommée au Grammy Award de la meilleure performance pop en solo.
La première édition du Posty Fest, festival de musique créé par Post Malone, se déroule le 28 octobre 2018 au Dos Equis Pavilion (en) à Dallas. Les têtes d'affiche sont le chanteur lui-même ainsi que le rappeur Travis Scott.

#### Hollywood's Bleeding
Post Malone dévoile un extrait de chanson sur le plateau de l'émission The Tonight Show Starring Jimmy Fallon le 1er octobre 2018 et annonce qu'elle fait partie de la bande originale du film Spider-Man: New Generation. Deux semaines plus tard, le rappeur Swae Lee confirme qu'il s'agit d'un duo en postant un extrait de son couplet sur ses réseaux sociaux et annonce son titre, Sunflower. Ce single est publié le 18 octobre et atteint la première place du Billboard Hot 100 dans le classement daté du 15 janvier 2019. Au mois d'août, elle devient la deuxième chanson étant restée le plus longtemps dans le top 10 de ce classement, après trente-deux semaines.
Le magazine Forbes inclut Post Malone dans l'édition 2019 de la liste 30 Under 30.
Le single Wow, publié le 24 décembre 2018, atteint la deuxième place du Billboard Hot 100. Le single suivant, Goodbyes, est publié en juillet 2019. Cette chanson en featuring avec Young Thug se classe troisième aux États-Unis.
Son troisième album studio, Hollywood's Bleeding, est publié le 6 septembre 2019. Il atteint la première place des top albums de plusieurs pays, dont les États-Unis et le Royaume-Uni.
Fin 2023 et 2024 : Collaborations et F-1 Trillion
En novembre 2023, Post Malone se produit pour la première fois sur la scène des Country Music Awards en compagnie de Morgan Wallen et d'HARDY. Ils interprètent ensemble le titre Pickup Man, en hommage à Joe Diffie, décédé en 2020. La chanson est publiée sur les plateformes de streaming, et atteint la 34e place du Hot Country Songs aux Etats-Unis. Lors d'une interview dans les coulisses de la cérémonie, Post Malone est interrogé sur la possible sortie d'un album country dans un futur proche. Ce dernier confirme qu'un tel opus est bien en projet.
En février 2024, lors de la 66e cérémonie des Grammy Awards, Taylor Swift annonce la sortie de son onzième album studio, intitulé The Tortured Poets Departement pour le 19 avril. Le lendemain, la chanteuse dévoile sur ses réseaux sociaux la liste des titres, dont Fortnight en collaboration avec Post Malone. La chanson est choisie pour être le single principal de l'album, et la chanteuse annonce qu'un clip vidéo sortira quelques heures après sa sortie. Le titre brise le record du meilleur démarrage et du plus grand nombre d'écoute d'une chanson en une journée sur Spotify, avec 25 204 472 de streams le jour de sa sortie, record détenu précédemment par Mariah Carey avec All I Want For Christmas Is You. Fortnight obtient la première place au classement du Billboard Global 200, ce qui permet à Post Malone d'obtenir son premier "n°1" dans ce classement. Elle arrive aussi en tête du Billboard Hot 100 pendant deux semaines. Par la suite, la chanson recevra de nombreuses nominations et quelques récompenses, notamment celui de la Vidéo de l'année aux MTV Video Music Awards.
En mars 2024, Beyoncé annonce la sortie de son premier album country et indique que ce dernier comprend des collaborations avec des artistes pour qui elle éprouve un « profond respect ». Quelques jours après, Post Malone est confirmé sur le titre LEVII'S JEANS, chanson qui démarre à la 16e place du Billboard Hot 100.
Concernant son projet personnel, Post Malone publie un premier extrait musical en février 2024 sur ses réseaux sociaux, avec une publication mentionnant le chanteur Luke Combs : il s'agira du titre Guy For That. Un mois après, le chanteur partage un nouvel extrait intitulé Missin' You Like This, aussi en collaboration avec Luke Combs. Toujours en mars, une collaboration avec Morgan Wallen est dévoilée, et l'extrait devient rapidement viral sur les réseaux sociaux, en particulier TikTok sur lequel certaines vidéos cumulent plusieurs millions de vues.
Post Malone continue son virage dans le genre de la country, en performant au festival Stagecoach. Il y effectue un set d'une heure pendant lequel il reprend une dizaine de titres emblématiques de la musique country. De plus, des invités de marque font leur apparition : Sara Evans pour interpréter son titre Suds in the Bucket, Dwight Yoakam pour Little Ways et Brad Paisley pour I’m Gonna Miss Her, chanson que Post Malone avait d'ailleurs déjà repris pour l'évènement caritatif "We're Texas" en 2021. Le lendemain de sa performance, le chanteur est l'invité surprise de Morgan Wallen. Ils chantent ensemble pour la première fois leur titre I Had Some Help. Le 2 mai, la sortie officielle de la chanson est annoncée sur les réseaux sociaux, pour le 10 mai. Le clip vidéo de la chanson est d'ailleurs publié sur la plateforme YouTube le même jour. Lors de sa sortie, le titre bat deux records sur la plateforme Spotify : celui du meilleur démarrage pour une chanson country, et celui du meilleur démarrage pour une collaboration masculine, tout genre confondu. Une semaine plus tard, la chanson décroche la première place des classements Billboard Global 200 et Billboard Hot 100. Concernant ce dernier, Post Malone bat le record de l'enchaînement le plus rapide de chansons en première position, pour un artiste masculin : Fortnight de Taylor Swift le 29 avril et I Had Some Help avec Morgan Wallen le 20 mai. Au total, la chanson est restée huit semaines en première position et 25 semaines dans le top 10.
Le 16 mai, Post Malone est invité à performer aux 59e Academy of Country Music Awards. Il dévoile un nouveau titre intitulé Never Love You Again et chante à nouveau son single I Had Some Help. Fin mai, il dévoile sur ses réseaux sociaux un nouvel extrait d'une chanson intitulée Pour Me A Drink en featuring avec Blake Shelton. Le 7 juin, il est l'invité spécial de ce dernier et les deux artistes interprètent pour la première fois le titre en intégralité pendant le CMA Fest. La chanson est ensuite annoncée comme deuxième single avec une sortie officielle pour le 21 juin. Le 18 juin, Post Malone annonce que son sixième album s'intitule F-1 Trillion et sortira le 16 août 2024. Le 26 juillet, un troisième et dernier single sort sur les plateformes. Il s'agit du titre Guy For That avec Luke Combs, dont un aperçu avait déjà été publié en février de la même année.
Fin juillet, la liste des chansons qui constituent F-1 Trillion est dévoilée dans le journal local Tennessean. 18 chansons sont annoncées, avec un total de 14 collaborateurs, dont Luke Combs qui est présent sur deux titres. Parmi les producteurs du projet, on y retrouve Louis Bell, déjà présent sur la quasi-totalité de la discographie de Post Malone, et Charlie Handsome avec qui ce dernier avait travaillé sur son premier album Stoney.
Le 14 août, Post Malone fait ses débuts sur la scène emblématique du Grand Ole Opry à Nashville. Il est invité par Brad Paisley, et chante plusieurs reprises, des chansons de son répertoire et trois nouveaux titres de F-1 Trillion. Il dévoile ainsi Nosedive avec Lainey Wilson, Goes Without Saying avec Brad Paisley et California Sober qu'il chante ici avec le duo The War and Treaty, mais qui est en réalité une collaboration avec Chris Stapleton.
Ce sixième opus sort ainsi le 16 août avec une extension surprise de neuf chansons dévoilée le même jour à 18h, intitulée F-1 Trillion: Long Bed. L'album se hisse aisément à la première place du classement Billboard 200, avec 250 000 unités dont 80 000 ventes pures en première semaine, et devient donc le deuxième meilleur démarrage de 2024 pour un album country derrière Cowboy Carter de Beyoncé (407 000 unités vendues). L'album arrive aussi en première position du Top Country Albums de Billboard lors de sa semaine de sortie. Cette nouvelle première place permet à Post Malone de devenir le seul artiste de l'industrie musicale à placer un album en première position dans ces trois genres musicaux : country avec F-1 Trillion, rap avec Stoney, Beerbongs & Bentleys et Hollywood's Bleeding, rock et alternatif avec AUSTIN.
Les 18 chansons de l'édition standard de F-1 Trillion font leur entrée dans le classement du Billboard Hot 100 lors de la première semaine de sortie de l'album. Dans son ensemble, l'album fait l'objet de critiques plutôt positives. Nombreux sont les médias qui saluent la qualité de l'album, tout en regrettant néanmoins un manque de prise de risque,.
En septembre 2024, Post Malone part à nouveau en tournée pour promouvoir son dernier album. Le F-1 Trillion Tour démarre le 8 septembre à Salt Lake City. C'est dans le cadre de cette tournée que Post Malone effectue pour la première fois un concert à guichets fermés dans un stade de football américain, avec 46 386 places vendues au Nissan Stadium de Nashville. La forte demande à la suite de la sortie de son premier album country lui permet d'annoncer le 19 novembre 2024 une tournée complète des stades aux États-Unis, qui démarre en avril 2025. Dans les jours suivant cette nouvelle, Post Malone est aussi annoncé en tant que tête d'affiche de l'édition 2025 du festival californien Coachella.

### Vie privée

#### Vie sentimentale
De 2015 à 2018, il est en couple avec Ashlen Diaz.
En mai 2022, Post Malone a annoncé qu'il attendait un enfant avec sa petite amie. En juin, lors d'une apparition au Howard Stern Show, Post Malone a révélé que lui et sa petite amie étaient fiancés et avaient accueilli une fille, dont l'identité est gardée secrète. En novembre 2024, le couple se sépare.

#### Santé
En mars 2020, une vidéo a fait surface montrant Post Malone tombant et se comportant étrangement sur scène sur sa chanson "I Fall Apart", ce qui a inquiété les fans pour son bien-être et sa santé. Post Malone a déclaré plus tard qu'il « ne prenait pas de drogue et que je me sentais mieux que jamais dans ma vie ». Son manager, Dre London, a également affirmé qu'il n'y avait pas lieu de s'inquiéter et que le comportement de Post Malone faisait partie du « show ». Le père de Post Malone, Richard Post, a également commenté le comportement de l'artiste, déclarant qu'il « ne veut pas paraître dédaigneux envers ceux d'entre vous qui ont exprimé leur inquiétude à propos d'Austin. Votre sincérité et votre gentillesse à son égard sont certainement réconfortantes et appréciées ».
Lors de son entretien en 2022 avec Howard Stern, Post Malone a révélé qu'il luttait depuis longtemps contre l'alcoolisme, mais qu'il s'était rétabli avec l'aide de sa fiancée.

## Autres activités
Entre 2018 et 2020, Post Malone s'associe à la marque Crocs avec laquelle il sort cinq produits en collaboration. En Mai 2020, il dévoile sa propre marque de rosé français, qu'il nomme Maison No. 9 en référence à sa carte de tarot favorite, le Neuf d'Epée.
En 2023, il démarre son partenariat avec la chaîne de restauration rapide Raising Cane's. Un nouveau restaurant ouvert en avril à Midvale dans l'Utah est entièrement décoré par le chanteur. En octobre un autre point de vente est inauguré, cette fois-ci à Dallas. Le restaurant est aussi tout à fait unique puisqu'il est entièrement décoré à l'effigie des Cowboys de Dallas.
En 2024, Post Malone collabore avec le jeu vidéo WWE 2K24, pour lequel il supervise la bande-originale. Deux chansons de son album AUSTIN font leur apparition, et sont accompagnées de titres country, rock, hip-hop... démontrant ainsi une nouvelle fois la diversité de ses influences musicales. Avec ce partenariat, Post Malone devient aussi un personnage jouable, disponible dans un pack exclusif qui sort quelques mois après la sortie de la version initiale du jeu.
La même année, le chanteur est annoncé en tant que partenaire et investisseur de la marque Poppi, qui commercialise des boissons aux prébiotiques, permettant de proposer une alternative saine aux sodas. Ce partenariat s'accompagne d'une canette en édition limitée, au design inspiré de Post Malone avec des références à l'état du Texas et à la récente perte de poids du chanteur.
Début 2025, le chanteur annonce un partenariat avec la marque Oreo avec laquelle il a travaillé sur le lancement d'un biscuit en édition limitée. Ce dernier se compose d'un biscuit classique au chocolat d'un côté, d'un biscuit Oreo golden de l'autre, ainsi que d'une garniture sucrée aux saveurs caramel beurre salé et shortbread. Chaque biscuit est gravé d'un motif spécial parmi neuf dessins choisis par Post Malone, et qui font chacun référence à sa carrière.
Post Malone s'essaie aussi à de nouveaux projets parmi lesquels l'écriture d'une série de comic books intitulée Big Rig, dont le premier volume sort en juillet 2025. Le récit graphique est co-écrit par Adrian Wassel et illustré par Nathan Gooden, aux éditions Vault Comics. Le récit met en scène l'apparition brusque d'un semi-remorque au cœur d'une Europe médiévale infestée de démons. Inspiré des franchises Mad Max et Evil Dead, ce roman graphique fera l'objet d'une adaptation cinématographique par la société de production Platinum Dunes, en partenariat avec Vault Comics. Post Malone a aussi été annoncé à la co-réalisation d'un documentaire sur le rappeur britannique Skepta, en compagnie d'Hector Dockrill. Les deux hommes avaient déjà travaillé ensemble sur le documentaire Runaway sorti en 2022, qui résume en images la première tournée des arénas de Post Malone entre 2019 et 2020.

## Philanthropie
En septembre 2018, Post Malone et la plateforme en ligne Omaze (en) organisent un concours pour récolter des fonds pour l'association Folds of Honor. Le mois suivant, le rappeur et la plateforme s'associent pour le tournage d'une vidéo promouvant la même association.
Dans la soirée du 24 avril 2020, Post Malone, accompagné de Travis Barker, diffuse en live sur la plate-forme YouTube un hommage au groupe de musique Nirvana, en invitant les spectateurs à effectuer un don pour le fonds mondial COVID-19 Solidarity Response Fund qui vise à supporter le travail de l'Organisation mondiale de la santé. En 2025, cette retransmission en direct a été annoncée en format vinyle à l'occasion du Disquaire Day (Record Store Day aux Etats-Unis), événement dont Post Malone fut l'ambassadeur. Les bénéfices de cette vente ont été redistribués à l'organisme MusiCares, qui « offre une aide d'urgence, des soins préventifs, des ressources de rétablissement et une assistance financière adaptée aux besoins des professionnels de la musique, quel que soit leur domaine ». Le don concerne plus particulièrement le programme consacré à la santé mentale et aux addictions.
Encore en 2020, Post Malone annonce sur ses réseaux sociaux qu'il souhaite donner un million de dollars à des œuvres caritatives, et demande à ses fans de lui envoyer par message le nom des associations auxquelles il fera un don. En fin de compte, des dizaines d'organismes travaillant dans des domaines variés sont sélectionnés : lutte contre la COVID-19, soins de santé mentale, lutte contre la sous-nutrition, accès à l'éducation pour tous, soutien des vétérans de l'armée américaine, accès au logement pour tous...
Le 21 mars 2021, Post Malone participe à l'événement caritatif intitulé « We're Texas », diffusé en live et destiné à rassembler des fonds pour les personnes touchées par la tempête hivernale au Texas en février 2021, dont l'ampleur était inédite. Lors de cette retransmission en direct, il interprète les titres country I'm Gonna Miss Her de Brad Paisley et You Can Have the Crown de Sturgill Simpson, avec les musiciens de Dwight Yoakam. L'évènement organisé par Matthew McConaughey et sa femme Camila Alves McConaughey, a permis de collecter environ 7.7 millions de dollars,.
Post Malone a aussi travaillé deux fois avec l'association Trevor Project, qui offre des services d'assistance et de prévention au suicide pour les jeunes de la communauté LGBTQ+. En 2022, le chanteur est en partenariat avec le jeu vidéo Apex Legends pour un live caritatif de quatre jours qui a permis de récolter au total 200 000$ pour le Project HOPE, l'Human Rights Watch, United Way of America et le Trevor Project avec l'aide de nombreux streamers. Lors de la dernière journée, qui était consacrée à cette dernière association, Post Malone était présent pendant la diffusion live et a ajouté 40 000$, issus de ses fonds personnels. En 2025, le chanteur est en tête d'affiche du festival The Challenge, qui se déroule dans l'Ohio le 19 septembre. Le festival rassemble des fonds pour six associations qui travaillent à rendre accessible les services favorisant une bonne santé mentale pour les jeunes. Parmi elles, on y retrouve le Trevor Project.
Début 2024, Post Malone participe au concert caritatif Reportin’ For Duty, organisé entre autres par Jill Vedder et Eddie Vedder, ce dernier étant un membre du groupe de rock Pearl Jam. Pour sa deuxième édition, l'évènement avait vocation à rassembler des fonds pour aider les enfants atteints de l'épidermolyse bulleuse, une maladie dermatologique rare. Au total, le concert a permis de récolter un million de dollars. En avril de la même année, le chanteur participe au concert caritatif organisé par l'animateur radio Bobby Bones, qui a permis de rassembler 215 000$ destinés au St. Jude Children’s Research Hospital.
Fin 2024, le chanteur s'associe une nouvelle fois avec l'entreprise de restauration rapide Raising Cane's avec laquelle il a déjà ouvert deux restaurants à son nom. Une série d'affiches exclusives est commercialisée dans tous les points de vente : les fonds collectés grâce à cette vente ont été distribués à l'association NOTES FOR NOTES, qui donne aux jeunes un accès gratuit à des cours de musique et à des studios d'enregistrement afin d'encourager la création musicale pour toutes et tous. Au total, l'opération a permis de récolter 500 000$. Post Malone poursuit son partenariat avec l'association puisqu'une partie des bénéfices de la vente des produits dérivés dans le cadre de sa première tournée des stades a été encore une fois redistribuée à l'association NOTES FOR NOTES. L'organisme Musicians On Call, « qui offre un accès à la musique live dans les hôpitaux, à la fois pour les personnes malades et pour le personnel de santé », était aussi concerné par cette initiative.
Début 2025, Post Malone salue la mobilisation de la Croix-Rouge américaine vis-à-vis des incendies dévastateurs qui ont touché la ville de Los Angeles et annonce avoir effectué un don à l'ONG. Quelques jours plus tard, il est présent au gala organisé par Clive Davis la veille des 67e Grammy Awards, évènement qui a permis de lever des fonds pour le programme MusiCares Fire Relief Fund pour venir en aide aux acteurs de l'industrie musicale touchés par les incendies. Fin février, Post Malone donne un concert privé à New-York, dont l'accès est seulement réservé aux personnes travaillant dans les premiers secours.
En général, Post Malone est connu pour sa générosité envers les commerces locaux qu'il fréquente sur son temps personnel ou dans le cadre de ses déplacements professionnels. Très régulièrement, il arrive que le chanteur laisse des pourboires conséquents, ce qui est à chaque fois rapporté dans les médias locaux par les employés de bar ou de restaurant,,. Le pourboire de 20 000$ laissé le soir du réveillon de Noël à une mère célibataire dans le Texas reste encore aujourd'hui le plus médiatisé.

## Records de transaction pour des cartes Magic
Post Malone est un collectionneur de cartes du jeu Magic: The Gathering célèbre dans la communauté pour ses achats records, ainsi que pour ses collaborations directes avec l'éditeur du jeu Wizards of the Coast sur deux séries limitées de cartes “Secret Lair x Post Malone”.
Après une première acquisition exceptionnelle en 2022 d'une édition signée par l'illustrateur Christopher Rush de la célèbre carte Lotus Noir pour un prix estimé à 800 000 $, Post Malone débourse l'année suivante la somme record de 2 millions de dollars pour s'offrir l'unique exemplaire mondial de la carte de L'Anneau Unique en tengwar, tirée de l'extension consacrée au Seigneur des Anneaux.

## Tournées

### Tête d'affiche
- 2016 : Hollywood Dreams Tour
- 2017 : Stoney Tour
- 2018-2019 : Beerbongs & Bentleys Tour
- 2019-2020 : Runaway Tour (en)
- 2022-23 : Twelve Carat Tour
- 2023 : If Y'all Weren't Here, I'd Be Crying Tour
- 2024 : F-1 Trillion Tour
- 2025 : Big Ass Stadium Tour

### Première partie
- 2016 : Welcome to The Zoo Tour de Fetty Wap
- 2016 : Purpose World Tour de Justin Bieber
- 2017 : Future Hndrxx Tour de Future
- 2023 : Global Stadium Tour de Red Hot Chili Peppers

## Filmographie
- 2018 : Spider-Man: New Generation de Peter Ramsey : un passant dans Brooklyn (caméo vocal)
- 2020 : Spenser Confidential de Peter Berg : Squeeb
- 2021 : Un homme en colère (Wrath of Man) de Guy Ritchie : le voleur n°6
- 2023 : Ninja Turtles: Teenage Years (Teenage Mutant Ninja Turtles: Mutant Mayhem) de Jeff Rowe et Kyler Spears : Ray Fillet
- 2024 : Road House de Doug Liman : Carter
- 2024 : Dear Santa de Bobby Farrelly